# 코지콧
코지콧(CozyCot)은 동아시아와 동남아시아(특히 싱가포르) 여성을 위한 인맥 쌓기 웹사이트이다. 2001년에 설립되었고 2010년에 신문을 발간했다.

## 연혁
코지콧은 회원들이 사용 후기를 올리고 쇼핑과 패션에 대한 정보와 의견을 교환할 수 있는 싱가포르 인터넷 포털로 2001년 11월에 시작되었다. 온라인 커뮤니티가 성장함에 따라 설립자 니콜 이(Nicole Yee)는 회원이 함께 어울릴 수 있는 라이브 이벤트를 개최하기 시작했다. 몇몇 향수 브랜드가 이처럼 성장하는 커뮤니티에 주목해 이벤트 장소를 제공하겠다고 제안했다. 이후 다른 상업적 프로젝트(워크샵, 제품 론칭, 온라인 쇼핑 등)가 뒤따랐고 결국 벤처 기업으로 전환하기로 결정했다(상위 10만 알렉사 랭킹에도 포함). 2002년에 포털 관리 회사인 CozyCot Pte Ltd.를 설립했고 2008년에는 웹사이트에 10만 달러를 투자했다. 2009년에 총수입이 미화 1백만 달러를 넘어 115%의 성장률을 기록했다.
싱가포르 여성 잡지 구독층이 계속해서 온라인 컨텐츠로 넘어오면서 커뮤니티가 성장을 지속함에 따라 미용, 패션, 라이프스타일에 대한 싱가포르 최대의 온라인 여성 커뮤니티로 발전했고 매달 방문자가 50만 명을 넘었다. 지리적으로도 확장을 거듭해 동아시아의 나머지 지역과 미국, 호주, 뉴질랜드에 사는 아시아계 여성 사이에서 "싱가포르의 대표" 웹사이트 중 하나로 자리를 잡았다. 2006년부터 매년마다 히 트와이즈(Hitwise) 싱가포르 온라인 퍼포먼트 어워드에서 최고의 여성 사이트로 선정되었다.
2009년 10월에는 마 인드쉐어(MindShare)가 코지콧에서 온라인 리 얼리티 쇼를 론칭한다고 발표했다. 제목이 하우스 허즈번즈(House Husbands)인 이 쇼는 회사일과 집안일을 모두 능숙하게 하는 남자들의 에피소드를 소개한다. 출연자는 상금을 타기 위해 여러 가지 부모 역할로 경쟁을 펼친다.
이 회사는 또 오프라인에도 진출해 1천 평방 피트 규모의 소매 (Ninki-Ô) 아웃렛인 Orchard Central 을 열었고 코지콧이라는 이름으로 신문도 발간했다. 2010년 5월에 닐센(Nielsen)에게 웹 분석과 사용자 측정을 의뢰했다 (이 회사는 2005년부터 웹사이트 감사 업무를 담당).

## 커뮤니티
“코 터스라고 불리는 코지콧 사용자들은 게시판을 이용하거나 미용 제품에 대한 사용 후기를 올리거나 회사에서 개최하는 라이브 이벤트에 참여해 서로 교류한다. 누적 점수 제도(사이트 활동에 따라 지급)로 적극적인 활동을 펼치는 회원에게 혜택이 주어진다.

## 게시판
초창기 첫 번째 게시판에서는 주로 쇼핑과 패션에 대한 정보와 의견을 공유했다. 이후 가정, 생활, 직업, 금융, 기술, 결혼과 같은 분야로 확장되었다. 이러한 각 분야를 "채널"이라고 부른다(2009년 4월 기준 28개). 매우 다양한 주제를 특징으로 하며 몇몇 분야(예를 들어 (스 파, 프랜차이즈)는 다른 게시판에서 볼 수 없는 것이다. 주요 사용 언어는 영어이지만 일부 중국어로 글이 올라오기도 한다. 게시글이 1천 개가 넘고 조회수가 8백만 회가 넘는 코지콧 성 형 수술 토론 게시판은 성형 수술에 대한 중국인의 시각과 한국의 형 관광에 대한 내용으로 한국일보에 소개되기도 했다.

## 사용 후기
코지콧에는 회원들의 사용 후기를 볼 수 있는 3만5천 여 개의 제품에 대한 정보가 있다. 아이폰 스캐너 소프트웨어를 사용하면 아이폰 카메라로 바코드를 캡처해 코지콧 웹사이트에서 제품 사용 후기를 가져올 수 있다.

## 이벤트
코지콧은 워크샵, 포커스 그룹, 로드 테스트 등을 통해 회원끼리 서로 교류할 수 있는 이벤트를 개최한다. 2008년 9월 6-7일에는 시티은행과 공동으로 코지콧 홀리 그레일 프라이빗 파티를 개최해 7주년 기념을 축하했다.

## 관련 발간물
2010년 4월에는 코지콧이라는 이름의 25쪽짜리 무료 월간 신문을 발간하기 시작했고 인쇄 부수는 약 20만부이다.

## 수상 내역
코지콧은 2006년부터 4년 연속으로 히트와이즈 싱가포르 온라인 퍼포먼스 어워드에서 싱가포르 최고의 여성 사이트로 선정되었다.